# ناحیه مالتا، شهرستان دیکلب، ایلینوی
ناحیه مالتا (به انگلیسی: Malta Township) یک منطقهٔ مسکونی در ایالات متحده آمریکا است که در شهرستان دیکلب واقع شده‌است. ناحیه مالتا ۲۷۹ متر بالاتر از سطح دریا واقع شده‌است.